# May'n
May'n ou May Nakabayashi (中林 芽依 em japonês) é uma cantora de anime japoneses. Nasceu em 21 de Outubro de 1989 na cidade de Nagoya, distrito de Aichi. Tipo sanguíneo O e 1m e 63cm de altura. Sua comida preferida é o taiyaki e é carinhosamente pelos seus fans de May'n-chan ou Butcho.

## História
Quando criança foi influenciada ao ver a cantora Namie Amuro na televisão, artista na qual tem admirações até os dias de hoje.
Aos 9 anos começa a participar de concursos de músicas.
Aos 13 anos participa do Horipro Talent Scout Caravan Love Music Audition na qual se classificou entre as 4 finalistas das 34,991 participantes conseguindo assim a sua estreia como cantora.
No dia 1 de Junho de 2005, ainda como May Nakabayashi, lança seu primeiro single "Crazy Crazy Crazy"
Dia 27 de Setembro de 2006, junto ao artista SEAMO, lança seu primeiro anisong "Fallin' in or Not feat.SEAMO", como tema do anime Love Get Chu.
Dia 1 de Janeiro de 2008 muda seu nome artístico para May'n (retirado do seu nome original May Nakabayashi)
Em Março do mesmo ano, atuando na parte musical de Sheryl Nome no anime Macross Frontier, lança os single Diamond Crevasse / Iteza Gogo Kuji Don't be late alcançando a terceira posição no ranking musical japonês.
Em Agosto, junto a cantora Masami Okui, lança o single Miracle Upper WL
Nesse mesmo ano participa do maior show de anisongs, o Animelo Summer Live 2008 -Challenge-.
No dia 21 de Janeiro de 2009 lança seu primeiro álbum May'n Street e logo faz sua primeira turnê (May'n CONCERT TOUR 2009 "May'n Act")
Participa também do Animelo Summer Live 2009 -RE:BRIDGE- e faz sua segunda turnê percorrendo as 6 principais capitais do Japão (May'n SUMMER TOUR 2009 "LOVE&JOY").
No dia 25 de Novembro de 2009 lança seu segundo álbum (Styles).
No dia 24 de Janeiro de 2010 faz o show May'n Special Concert2010 at Nihon Budoukan BIG★WAAAAAVE!! no Nihon Budoukan, um dos principais palcos de shows do Japão.
Entre os dias 30 de Julho e 21 de Setembro realiza sua terceira turnê com 17 shows (May'n SUMMER TOUR 2010 "PHONIC◆NATION").
No dia 6 de Março de 2011 faz seu segundo show no Nihon Budoukan (May'n Special Concert 2011- RHYTHM TANK!! -)
Dia 5 de Maio de 2011 faz parte num evento caridoso, às vítimas do terremoto do dia 11 de Março de 2011 no Norte do Japão, no Makuhari Messe (mesmo local onde participou do MACROSS CROSSOVER LIVE, em Outubro de 2009).
Dia 13 de Maio de 2011 começa sua segunda turnê internacional pela Ásia.

## Discografia
|   | Título                       | Data do Lançamento   |
| - | ---------------------------- | -------------------- |
| 1 | Crazy Crazy Crazy            | 1 de Junho, 2005     |
| 2 | Sympathy                     | 3 de Agosto, 2005    |
| 3 | Fallin' in or Not feat.SEAMO | 27 de Setembro, 2006 |

### Singles (Sheryl Nome starring May'n)
|   | Título                                           | Data do Lançamento   |
| - | ------------------------------------------------ | -------------------- |
| 1 | Diamond Crevasse / Iteza Gogo Kuji Don't be late | 8 de Maio, 2008      |
| 2 | Lion                                             | 20 de Agosto, 2008   |
| 3 | pink monsoon                                     | 21 de Outubro, 2008  |
| 4 | Universal Bunny                                  | 25 de Novembro, 2009 |

### Singles (May'n)
|   | Título                   | Data do Lançamento  | Trabalho                                       |
| - | ------------------------ | ------------------- | ---------------------------------------------- |
| 1 | Kimishinitamoukotonakare | 6 de Maio, 2009     | SHANGRI-LA (anime)                             |
| 2 | Ready Go!                | 28 de Julho, 2010   | Ookami-san to Shichinin no Nakamatachi (anime) |
| 3 | Shinjitemiru             | 13 de Outubro, 2010 | The Incite Mill (filme)                        |
| 4 | Scarlet Ballet           | 11 de Maio, 2011    | Hidan no Aria (anime)                          |
| 5 | Brain Diver              | 2 de Novembro, 2011 | Phi Brain: Kami no Puzzle (anime)              |

### Álbum
|   | Título       | Data do Lançamento    | Músicas |
| - | ------------ | --------------------- | --- |
| 1 | May'n Street | 21 de Janeiro, 2009   | - May'n☆Space - Kiss wo choudai - BLUE - Glorious Heart - WHY? - Iya, Iya - Lion -May'n Ver.- |
| 2 | Style        | 25 de Novembro, 2009  | - Get Ready - Kimishinitamoukotonakare - standing bird - XYZ - Let Me Be Myself - Deep Breathing - Welcome To My FanClub’s Night！-Styles ver.- - h@e me？ h@e you！ - Paranoia - M-Revolution - YOUR ROCK - Heart & Soul |
| 3 | if you...    | 23 de Fevereiro, 2011 | - Disco☆Galaxxxy - Yuzurenai Omoi - Shinjitemiru - Moshimo kimi ga negaunonara - HERO - O-Zero－ - Ready Go! - My Lovely Thing - Mozaika - Swan - Ai wa fufu hoshi no gotoku - Phonic Nation                              |

## Shows Solo
|    | Título                                                        | Data                 | Local                         |
| -- | ------------------------------------------------------------- | -------------------- | ----------------------------- |
| 1  | May'n CONCERT TOUR 2009 "May'n Act                            | 22 de Janeiro, 2009  | BIG CAT, Osaka                |
| 2  | May'n CONCERT TOUR 2009 "May'n Act                            | 23 de Janeiro, 2009  | Botton Line, Nagoya           |
| 3  | May'n CONCERT TOUR 2009 "May'n Act                            | 28 de Janeiro, 2009  | Akasaka BLITZ, Tokyo          |
| 4  | May'n CONCERT TOUR 2009 "May'n Act                            | 29 de Janeiro, 2009  | Akasaka BLITZ, Tokyo          |
| 5  | May'n SUMMER TOUR 2009 "LOVE & JOY"                           | 26 de Julho, 2009    | ZEPP Fukuoka                  |
| 6  | May'n SUMMER TOUR 2009 "LOVE & JOY"                           | 31 de Julho, 2009    | ZEPP Sendai                   |
| 7  | May'n SUMMER TOUR 2009 "LOVE & JOY"                           | 2 de Agosto, 2009    | ZEPP Sapporo                  |
| 8  | May'n SUMMER TOUR 2009 "LOVE & JOY"                           | 7 de Agosto, 2009    | ZEPP Osaka                    |
| 9  | May'n SUMMER TOUR 2009 "LOVE & JOY"                           | 12 de Agosto, 2009   | ZEPP Tokyo                    |
| 10 | May'n SUMMER TOUR 2009 "LOVE & JOY"                           | 13 de Agosto, 2009   | ZEPP Tokyo                    |
| 11 | May'n Special Concert 2010 at Nippon Budokan "BIG★WAAAAAVE!!" | 14 de Janeiro, 2010  | Nihon Budoukan Tokyo          |
| 12 | May'n BIG★WAAAAAVE!! ASIA TOUR 2010                           | 7 de Março, 2010     | Malásia                       |
| 13 | May'n BIG★WAAAAAVE!! ASIA TOUR 2010                           | 19 de Março, 2010    | Hong Kong                     |
| 14 | May'n BIG★WAAAAAVE!! ASIA TOUR 2010                           | 21 de Março, 2010    | Taiwan                        |
| 15 | May'n Pure Live                                               | 14 de Abril, 2010    | Nagashima Spa Land, Mie       |
| 16 | May'n SUMMER TOUR 2010 "PHONIC◆NATION"(A-side)                | 30 de Julho, 2010    | Nagano Club Junk Box          |
| 17 | May'n SUMMER TOUR 2010 "PHONIC◆NATION"(A-side)                | 31 de Julho, 2010    | Niigata Lots                  |
| 18 | May'n SUMMER TOUR 2010 "PHONIC◆NATION"(A-side)                | 2 de Agosto, 2010    | Kashima Palooza               |
| 19 | May'n SUMMER TOUR 2010 "PHONIC◆NATION"(A-side)                | 4 de Agosto, 2010    | Saitama Heaven's Rock         |
| 20 | May'n SUMMER TOUR 2010 "PHONIC◆NATION"(A-side)                | 8 de Agosto, 2010    | Hamamatsu Madowaku            |
| 21 | May'n SUMMER TOUR 2010 "PHONIC◆NATION"(A-side)                | 10 de Agosto, 2010   | Kyoto Muse Hall               |
| 22 | May'n SUMMER TOUR 2010 "PHONIC◆NATION"(A-side)                | 12 de Agosto, 2010   | Okayama Crazy Mama Kingdom    |
| 23 | May'n SUMMER TOUR 2010 "PHONIC◆NATION"(A-side)                | 13 de Agosto, 2010   | Hiroshima Club Quattro        |
| 24 | May'n SUMMER TOUR 2010 "PHONIC◆NATION"(A-side)                | 15 de Agosto, 2010   | Kumamoto Drum Be-9 V1         |
| 25 | May'n SUMMER TOUR 2010 "PHONIC◆NATION"(A-side)                | 20 de Agosto, 2010   | Yokohama Bay Hall             |
| 26 | May'n SUMMER TOUR 2010 "PHONIC◆NATION"(B-side)                | 9 de Setembro, 2010  | ZEPP Fukuoka                  |
| 27 | May'n SUMMER TOUR 2010 "PHONIC◆NATION"(B-side)                | 11 de Setembro, 2010 | ZEPP Osaka                    |
| 28 | May'n SUMMER TOUR 2010 "PHONIC◆NATION"(B-side)                | 12 de Setembro, 2010 | ZEPP Nagoya                   |
| 29 | May'n SUMMER TOUR 2010 "PHONIC◆NATION"(B-side)                | 15 de Setembro, 2010 | ZEPP Sendai                   |
| 30 | May'n SUMMER TOUR 2010 "PHONIC◆NATION"(B-side)                | 17 de Setembro, 2010 | ZEPP Sapporo                  |
| 31 | May'n SUMMER TOUR 2010 "PHONIC◆NATION"(B-side)                | 20 de Setembro, 2010 | ZEPP Tokyo                    |
| 32 | May'n SUMMER TOUR 2010 "PHONIC◆NATION"(B-side)                | 21 de Setembro, 2010 | ZEPP Tokyo                    |
| 33 | May'n Special Concert 2011- RHYTHM TANK!! -                   | 6 de Março, 2011     | Nihon Budoukan                |
| 34 | May'n Asia Tour 2011 - UNITED -                               | 13 de Maio, 2011     | Xangai (China)                |
| 35 | May'n Asia Tour 2011 - UNITED -                               | 15 de Maio, 2011     | Cantão (China)                |
| 36 | May'n Asia Tour 2011 - UNITED -                               | 21 de Maio, 2011     | Seul (Coreia do Sul)          |
| 37 | May'n Asia Tour 2011 - UNITED -                               | 27 de Maio, 2011     | Taipei (Taiwan)               |
| 38 | May'n Asia Tour 2011 - UNITED -                               | 29 de Maio, 2011     | Hong Kong (China)             |
| 39 | May’n LIVE TOUR 2011 『WE ARE side-A』                        | 27 de Setembro, 2011 | PENNY LANE 24, Hokkaido       |
| 40 | May’n LIVE TOUR 2011 『WE ARE side-A』                        | 29 de Setembro, 2011 | Sendai darwin, Sendai         |
| 41 | May’n LIVE TOUR 2011 『WE ARE side-A』                        | 4 de Outubro, 2011   | Yokohama BLITZ, Yokohama      |
| 42 | May’n LIVE TOUR 2011 『WE ARE side-A』                        | 15 de Outubro, 2011  | Takamatsu Olive Hall, Kagawa  |
| 43 | May’n LIVE TOUR 2011 『WE ARE side-A』                        | 16 de Outubro, 2011  | Kurashiki RED BOX Okayama     |
| 44 | May’n LIVE TOUR 2011 『WE ARE side-A』                        | 18 de Outubro, 2011  | CLUB QUATTRO Hiroshima        |
| 45 | May’n LIVE TOUR 2011 『WE ARE side-A』                        | 20 de Outubro, 2011  | DRUM LOGOS Fukuoka            |
| 46 | May’n LIVE TOUR 2011 『WE ARE side-A』                        | 21 de Outubro, 2011  | DRUM Be-7 Nagasaki            |
| 47 | May’n LIVE TOUR 2011 『WE ARE side-A』                        | 26 de Outubro, 2011  | club-G Gifu                   |
| 48 | May’n LIVE TOUR 2011 『WE ARE side-A』                        | 27 de Outubro, 2011  | ☆STONE Shiga                  |
| 49 | May’n LIVE TOUR 2011 『WE ARE side-A』                        | 29 de Outubro, 2011  | EIGHTHALL Kanazawa            |
| 50 | May’n LIVE TOUR 2011 『WE ARE side-B』                        | 29 de Novembro, 2011 | Nakano Sunplaza Tokyo         |
| 51 | May’n LIVE TOUR 2011 『WE ARE side-B』                        | 30 de Novembro, 2011 | Nakano Sunplaza Tokyo         |
| 52 | May’n LIVE TOUR 2011 『WE ARE side-B』                        | 2 de Dezembro, 2011  | Aichi Geijitsu Gekijou Aichi  |
| 53 | May’n LIVE TOUR 2011 『WE ARE side-B』                        | 4 de Dezembro, 2011  | Kobe International Hall, Kobe |